# Kryptonite (DJ Fresh)

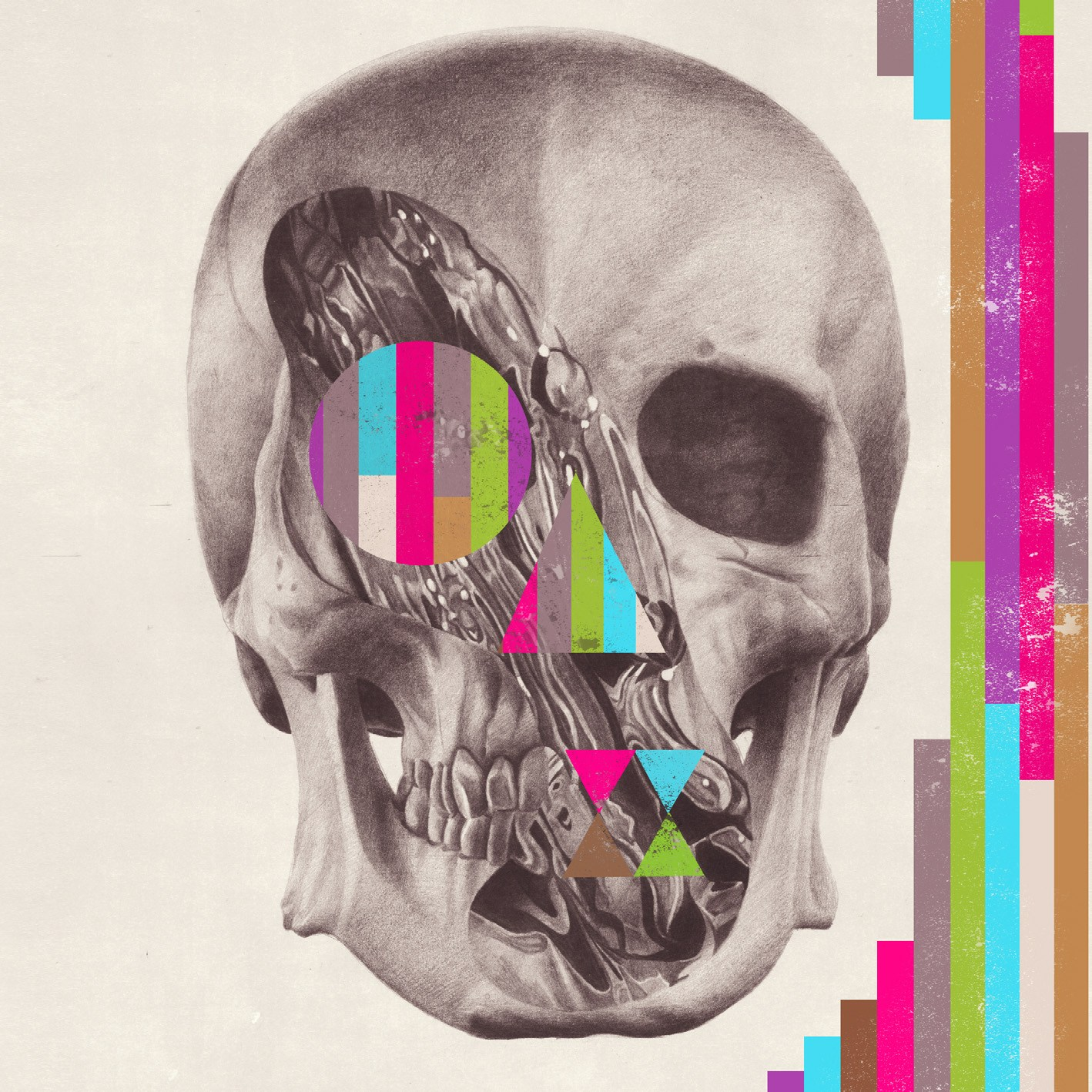
Copertina del disco

Kryptonite è il secondo album in studio del musicista e produttore britannico DJ Fresh, pubblicato nel 2010.

## Tracce
1. Talkbox – 4:41
2. Lassitude (con Sigma featuring Koko) – 3:11
3. Kryptonite – 5:11
4. Gold Dust (featuring Ce'cile) – 3:11
5. Acid Rain – 5:44
6. Hypercaine (featuring Stamina MC & Koko) – 3:24
7. Starfall (featuring Valkyrie) – 5:35
8. Chacruna – 4:39
9. Fight! (featuring Valkyrie) – 4:51
10. Heavyweight – 5:07